# John Abbey (Orgelbauer)
John Abbey (* 22. Dezember 1785 in Whilton, Northamptonshire; † 19. Februar 1859 in Versailles) war ein englischer Orgelbauer, der Orgeln für mehrere französische Kathedralen herstellte. Er gilt als Wegbereiter der Übernahme von Elementen englischer Orgelbaukunst in Frankreich.

## Leben
John Abbey war der Sohn eines Schreiners und erlernte zuerst das Handwerk seines Vaters. Entgegen dessen Ansicht ging er aber noch als Jugendlicher nach London, um dort den Orgelbau bei James Davis und später bei Hugh Russell zu erlernen. Diese beiden Lehrmeister waren damals renommierte Orgelbauer. Als der Klavierproduzent Sébastien Érard, der die in Frankreich darniederliegende Orgelbaukunst beleben wollte, nach England kam und von den dortigen Fortschritten in der Herstellung dieser Musikinstrumente beeindruckt war, lud er Abbey 1826 ein, in seinem Auftrag als Orgelbauer in Frankreich zu wirken. Er sollte in Érards Schloss La Muette eine Orgel errichten. In Frankreich hatte Abbey, der zuerst in Paris und ab 1842 dauerhaft in Versailles lebte, mit seinen nach englischem Vorbild konstruierten kleinen Orgeln schon früh Erfolg, so etwa mit den Orgeln, die er 1827 für die Industrieausstellung im Louvre, für die Kapelle der Ehrenlegion in Saint-Denis sowie – im Auftrag König Karls X. – für die Kapelle des Palais des Tuileries schuf.  Allerdings wurde die letztgenannte Orgel schon nach wenigen Jahren während der Julirevolution von 1830 schwer beschädigt und 1870 vollends zerstört.
Da Abbey neben seinem baldigen beruflichen Erfolg auch die Unterstützung bedeutender, in Frankreich wirkender Musiker und Komponisten wie Giacomo Meyerbeer hatte, machte er 1830 eine eigene Firma auf. 1831 erbaute er für die Aufführung von Meyerbeers Robert le diable eine in der Pariser Oper aufgestellte Orgel, die dort auch weiterhin zum Einsatz kam, bis sie 1873 bei einem Brand zerstört wurde. Als Erster stattete Abbey französische Orgeln mit Parallel-Magazinbälgen, einer Erfindung des Uhrmachers Alexander Cumming, sowie mit Schwellkästen und Kollektivtritten aus. Auch verwendete er schon früh bei von ihm geschaffenen Orgeln freischwingende Zungenregister (jeux expressifs).
Der Hauptfokus von Abbeys Tätigkeit lag auf der Herstellung von Chororgeln, die damals als Begleitinstrumente verstärkten Einsatz in der Kirchenmusik fanden. Solche Chororgeln stellte er für Kirchen und Klöster in ganz Frankreich her, so etwa für die Kathedrale von Versailles (1837) sowie in Paris für die Kirchen St-Nicolas-des-Champs, Ste Élisabeth, St Thomas d’Aquin und St Médard. Ferner erbaute er u. a. große Emporenorgeln für die Kathedralen von Amiens (1833–1838), La Rochelle (1836), Tulle (1839; diese Ausstellungsorgel erhielt den ersten Preis), Viviers (1841–1842) und Bayeux (1843). Die Orgel der Kathedrale von Reims setzte er von 1844 bis 1849 wieder in Stand, ebenso jene von Évreux. Als Abbeys Meisterwerk gilt die Orgel, die er von 1847 bis 1849 für die Kathedrale von Châlons-en-Champagne baute; sie ist in ihrer ursprünglichen Gestalt erhalten geblieben. Auch exportierte er Orgeln bis in entfernte Länder wie Chile.
Abbeys Firma geriet bisweilen in finanzielle Schwierigkeiten, insbesondere im Gefolge der Februarrevolution 1848 sowie aufgrund der Konkurrenz von großen Unternehmen wie jenem von Aristide Cavaillé-Coll. Diesem unterlag er etwa 1833 beim Wettbewerb um den Bau der neuen Orgel in Saint-Denis und es gelang ihm auch in einem Zeitraum von zehn Jahren nicht, die Orgel der Kathedrale von Bayeux überzeugend zu vollenden.
Mehrere bedeutende Orgelbauer wie Jean-Baptiste Stoltz studierten bei John Abbey. Nach Abbeys Tod 1859 führten dessen Söhne Edwin Eugène (1840–1895) und John Albert (1843–1930) den Betrieb ihres Vaters unter dem Firmennamen E. et J. Abbey fils erfolgreich fort. In der zweiten Generation übernahm John Marie (François) Abbey (1886–1931) bald nach 1920 die Leitung des Betriebs, dessen Standort etwa zu diesem Zeitpunkt nach Montrouge verlegt wurde. Die Firma stellte in den frühen 1930er Jahren ihre Tätigkeit ein, nachdem sie während des 100-jährigen Zeitraums ihrer Existenz gegen 500 Auftragsarbeiten realisiert hatte. Sie hatte bis zuletzt einen guten Ruf besessen.